# Brocchinia reducta
Brocchinia reducta é uma espécie vegetal pertencente à família Bromeliaceae, endêmica da região do Monte Roraima.